# 烏蘇拉·史密斯
烏蘇拉·洪諾·史密斯（英語：Ursula Honour Smith，1942年—），是一名前英格蘭羽球運動員。
烏蘇拉·洪諾·史密斯贏得了1965年全英羽球錦標賽女子單打冠軍。她參加1966年在牙買加金斯敦舉行的大英帝國和聯邦運動會，獲得女子雙打（搭配珍妮·霍頓）金牌和女子單打銅牌。